# Едуардо Феро Родригез
Едуардо Луис Барето Феро Родригез (рођен 3. новембра 1949) је португалски политичар и економиста који је тренутно председник Скупштине Португалске Републике од 2015, односно у њеном 13. сазиву од 2015. до 2019. и 14. сазиву од 2019. године.Био је министар за социјалну безбедност, а потом  и министар за јавне радове у владама Антониа Гутереса.

## Детињство, младост и образовање
Рођен у Лисабону, стекао степен ЛИЦЕНЦИАДО у области економије на данашњем Instituto Superior de Economia e Gestão (ISEG) лисабонског универзитета и постао предавач економије у ИСЦТЕ - Универзитетски институт у Лисабону .

## Политичка каријера
Године 2002. Феро Родригез је изабран за генералног секретара португалске Социјалистичке партије, дужност коју је обављао две године. Поднео је оставку 9. јула 2004. године, одмах након што је председник Жорже Сампајо објавио одлуку да неће одржати превремене изборе када се премијер Жозе Мануел Барозо повукао са те дужности како би био именован за председника Европске комисије . Убрзо након тога, Родригез је постављен за амбасадора, сталног представника Португала при ОЕЦД-у .
Након парламентарних избора у октобру 2015. године, изабран је за председника Скупштине републике 23. октобра 2015. уз подршку социјалиста, комуниста и левог блока. Феро је изгласан са 120 гласова наспрам 108 гласова за кандидата десничарске владе.
Након парламентарних избора 2019. Феро Родригез је поново изабран за председника Скупштине републике добивши 178 гласова.

## Породица
Ожењен је Маријом Филоменом Лопез Пеисото де Агилар, има двоје деце, Жоаоа Луиса де Агилар Феро Родригеза и кћер, телевизијску водитељку Риту Феро Родригез.

## Одликовања

### Португалска одликовања
- Застава ПортугалијеВелики крст Ордена слободе, Португалија (5. октобар 2016) [6]

### Страна одликовања
- Велики крст Ордена маја, за заслуге, Аргентина (18 јун 2003) [7]
- Велики крст Ордена Карла III, Шпанија (25. новембар 2016)
- Велики крст Ордена части, Грчка (21. април 2017)